# Use Somebody
Use Somebody è il secondo singolo estratto da Only by the Night dei Kings of Leon. Con questo singolo i Kings of Leon si sono ritrovati in testa alla classifica dei brani più scaricati in Gran Bretagna. Il videoclip mostra il gruppo in varie fasi della giornata, dal backstage al live, e nella vita quotidiana. Il brano ha vinto nelle categorie registrazione dell'anno, miglior performance rock vocale di un duo o un gruppo e come miglior canzone rock ai Grammy Awards 2010.

## Cover
- La cantante spagnola Beatriz Luengo canta una cover del brano, riscritto in lingua spagnola e intitolato Alguien, che si trova nell'album Bela y sus moskitas muertas, uscito nel 2011.
- La cantautrice inglese Pixie Lott e la rockband statunitense Paramore hanno entrambe cantato una cover acustica del brano.
- La cantante statunitense Anastacia ne ha registrato una cover per il proprio album di cover rock maschili It's a Man's World pubblicato nel 2012.
- Il gruppo Inglese One Direction canta una cover del brano nel 2011.

## Tracce
1. Use Somebody
2. Knocked Up

## Classifiche
| Classifica (2009)          | Posizione massima |
| -------------------------- | ----------------- |
| Australia                  | 2                 |
| Austria                    | 12                |
| Belgio (Fiandre)           | 1                 |
| Belgio (Wallonia)          | 19                |
| Billboard Canadian Hot 100 | 8                 |
| Danimarca                  | 9                 |
| Irlanda                    | 6                 |
| Norvegia                   | 5                 |
| Nuova Zelanda              | 5                 |
| Paesi Bassi                | 11                |
| Svezia                     | 7                 |
| Svizzera                   | 9                 |
| Official Singles Chart     | 2                 |

## Versione di Laura Jansen
Use Somebody è il secondo singolo della cantante olandese Laura Jansen, estratto il 16 ottobre 2009 dal suo album di debutto Bells e pubblicato dall'etichetta discografica Universal Music.

### Tracce
Download digitale
1. Use Somebody - 3:27

### Classifiche
| Classifica (2010) | Posizione massima |
| ----------------- | ----------------- |
| Paesi Bassi       | 8                 |